# ワイド番組
ワイド番組（ワイドばんぐみ）は、長時間放送のテレビ番組・ラジオ番組を表す総称である。かつては放送時間が1時間程度の番組もワイド番組と称されたが、2018年現在は90分以上の番組を指す。
録音・録画番組と区別するため「生ワイド番組」のほか、ブロックワイド、ニュースワイド、朝ワイドなどの呼称もみられる。

## ラジオ
- 日本は、終戦後にアメリカのラジオ局をならい15分番組と30分番組を基本として編成したが、1950年代にテレビが普及してラジオの聴取率と広告収入が減少すると、1950年代末から番組制作費の抑制策として1時間以上のワイド番組の放送を開始した。生ワイド番組の先駆けとして1974年にTBSラジオが報道ワイド番組「東京ダイヤル」の放送を開始すると各局が追随した。1960年代半ばから各局はオーディエンスセグメンテーション理論を採用し、現在は生ワイド番組を中心とする編成[1]が多い。
- ワイド番組は、15分以下のフロート番組が内包されることが多い。
- 日本民間放送連盟の日本民間放送連盟賞は「番組部門 ラジオ生ワイド番組」という表彰枠が設けている。

## テレビ
- テレビ番組は番組ジャンルが細分化されており、ワイド番組の呼称が使用される頻度は多くないが、生放送番組で「ローカルワイド番組」「夕方ワイド番組」の呼称もみられる。